# Turris
Turris là một chi ốc biển, là động vật thân mềm chân bụng sống ở biển trong họ Turridae.

## Các loài
Các loài thuộc chi Turris bao gồm:
- Turris ambages Barnard, 1958[2]
- Turris amicta [3]
- Turris ankaramanyensis Bozzetti, 2006[4]
- Turris annulata (Reeve, 1843)[5]
- Turris assyria Olivera, Seronay & Fedosov, 2010
- Turris babylonia (Linne, 1758)[6]
- Turris brevicanalis (Kuroda, Habe & Oyama, 1971)[7]
- Turris cincta [8]
- Turris cingulifera [9]: đồng nghĩa của Iotyrris cingulifera (Lamarck, 1822)
- Turris clionellaeformis (Weinkauff & Kobelt, 1875)[10]
- Turris condei Vera-Pelaez et al, 2000[11]
- Turris crispa (Lamarck, 1816)[12]
- Turris cristata Vera-Pelaez et al, 2000[13]
- Turris cryptorrhaphe (Sowerby I, 1825)[14]
- Turris dollyae Olivera, 1999[15]
- Turris faleiroi Kilburn, 1998[16]
- Turris garnonsii (Reeve, 1843)[17]
- Turris grandis (Gray, 1834)[18]
- Turris hidalgoi Vera-Pelaez et al, 2000[19]
- Turris integra (Thiele, 1925)[20]
- Turris joubini (Dautzenberg & Fischer, 1906)[21]
- Turris kilburni Vera-Pelaez et al, 2000[22]
- Turris munizi Vera-Pelaez et al, 2000[23]
- Turris nadaensis Azuma, 1973[24]
- Turris nodifera (Lamarck, 1822)[25]
- Turris normandavidsoni Olivera, 1999[26]
- Turris omnipurpurata Vera-Pelaez et al, 2000[27]
- Turris orthopleura Kilburn, 1983[28]
- Turris pagasa Olivera, 1999[29]
- Turris pluteata Reeve[30]
- Turris ruthae Kilburn, 1983[31]
- Turris solomonensis (Smith E. A., 1876)[32]
- Turris spectabilis (Reeve, 1843)[33]
- Turris tanyspira Kilburn, 1975[34]
- Turris tigrina Lamarck[35]
- Turris torta Dautzenberg[36]
- Turris totiphyllis Oliverio, 1999[37]
- Turris undatiruga Bivona[38]
- Turris undosa (Lamarck, 1816)[39]
- Turris violacea [40]: (species inquirenda)